# Пјегава дјевојка
„Пјегава дјевојка” је југословенски хумористички филм из 1973. године. Режирао га је Мирза Идризовић а сценарио су написали Сеад Фетахагић, Никола Кољевић и Душко Трифуновић.

## Радња
Кети јури кроз живот и у тој трци вара кога стигне, а понекад и саму себе.
Упада у друштво двојице провалника, и несвесно учествује у крађи.
Кад полиција почне да их гони, она сазнаје о чему се ради. 
Предложи да се сакрију код двоје старијих глумаца, у чијем дому долази до неочекиваног обрта.

## Улоге
| Глумац                | Улога                  |
| --------------------- | ---------------------- |
| Милена Дравић         | Кети                   |
| Данило Бата Стојковић | (као Данило Стојковић) |
| Ерика Друзовић        |                        |
| Сафет Пашалић         | Глумац                 |
| Раде Чоловић          |                        |
| Хасан Хасановић       |                        |
| Борис Михачевић       |                        |
| Хранислав Рашић       |                        |
| Урош Крављача         | Алекса                 |
| Инес Фанчовић         | Бети                   |
| Заим Музаферија       | Милан                  |
| Здравко Биоградлија   | Инспектор              |
| Реља Башић            | Мирандо                |